# Миосаркома
Миосаркома — редкая злокачественная опухоль, возникающая из мышечной ткани. Она относится к группе сарком мягких тканей и может поражать как гладкую (лейомиосаркома), так и поперечно-полосатую (рабдомиосаркома) мускулатуру. Миосаркома характеризуется агрессивным ростом, метастазированием и сложностью диагностики на ранних стадиях.

## Этиология
Точные причины развития миосаркомы неизвестны, но существуют факторы, которые могут повышать риск её возникновения:
- Генетическая предрасположенность.
- Воздействие радиации.
- Хронические воспалительные процессы в тканях.
- Воздействие канцерогенных химических веществ.

## Классификация
Миосаркомы подразделяются на два основных типа:
1. Лейомиосаркома — злокачественная опухоль, развивающаяся из гладкой мускулатуры. Чаще всего встречается в органах брюшной полости, матке, сосудах.
2. Рабдомиосаркома — злокачественная опухоль, происходящая из поперечно-полосатой мускулатуры. Наиболее часто встречается у детей и подростков.

## Симптомы
Клиническая картина миосаркомы зависит от локализации опухоли и стадии её развития. Общие симптомы включают:
- Болезненность в области поражения.
- Появление пальпируемого уплотнения.
- Ограничение подвижности конечностей или органов.
- Общая слабость, потеря веса.
- Повышенная температура тела (в некоторых случаях).

## Диагностика
Диагностика миосаркомы включает следующие методы:
- Физикальное обследование — выявление опухоли при пальпации.
- Методы визуализации — ультразвуковое исследование (УЗИ), магнитно-резонансная томография (МРТ), компьютерная томография (КТ).
- Биопсия — забор образца ткани для гистологического исследования.
- Лабораторные анализы — общий и биохимический анализ крови, маркеры опухолей.

## Лечение
Лечение миосаркомы зависит от её типа, локализации и стадии. Основные методы терапии включают:
1. Хирургическое вмешательство — удаление опухоли с окружающими тканями.
2. Лучевая терапия — применяется для уничтожения оставшихся опухолевых клеток.
3. Химиотерапия — используется для системного лечения, особенно при наличии метастазов.
4. Таргетная терапия — нацелена на специфические молекулярные мишени опухоли.

## Профилактика
Специфических методов профилактики миосаркомы не существует, однако общие рекомендации включают:
- Избегание воздействия радиации и канцерогенов.
- Ведение здорового образа жизни.
- Регулярные медицинские осмотры при наличии факторов риска.